# Яфетити
Яфетитите (Japhetic, Japhetite, Japhethitic) са според Яфетическа теория народи в Европа, които говорят на кавказки, баски и на индоевропейски езици.
Произлизат от Яфет, син на Ной и баща на седем сина Гомер, Магог, Мадай, Яван, Тувал, Мосох, Тирас и на седем внука: (Genesis 10:5).
- от Гомер: Ашкеназ, Рифат, Тогарма
- от Яван: Елиша, Тарсис, Китим, Доданим (или Роданим)